# Lasse Andersen (fodboldspiller, født 1995)
Lasse Thillitz Andersen (født 24. maj 1995) er en dansk professionel fodboldspiller, der spiller som forsvarsspiller for Kjellerup IF.

## Karriere
Andersen startede sin seniorkarriere hos Viborg FF i Superligaen, hvor han fik en ligakamp.  Herefter spillede han for Kjellerup IF og Færøklubben Havnar Bóltfelag. Han kom til Skive IK i februar 2020.  Men på grund af skader blev han tvunget til at tage en pause fra fodbold i august 2020.
I sommeren 2021 begyndte han at træne med sin tidligere klub Kjellerup IF og i marts 2022 skrev han kontrakt med klubben. 